# Wilhelm von Ramming
Wilhelm von Ramming, teljes nevén Wilhelm Freiherr von Ramming von Riedkirchen, (Nemoschitz, [ma Nemošice Pardubice része], Csehország, 1815. június 30. – Karlsbad, 1876. július 1.) osztrák báró, császári-királyi tábornok.

## Életútja
Hadnagy korában törzstiszti szolgálatokat teljesített. 1849-ben Haynau táborkarának tagja lett, mint alezredes. Részt vett az észak-itáliai és a magyarországi hadjáratban. 1850-ben Pesten kiadott Der Feldzug in Ungarn und Siebenbürgen in Januar 1849 című műve közérdeklődést keltett. Ezután éveken át több hadtestnél törzskari főnöki tisztet viselt. 1857-ben a III. hadtestnél dandárparancsnoki állást kapott, melynek élén 1859-ben részt vett a szerencsétlen magentai csatában. Majd tábornoki rangban von Hess táborkari főnökhöz került. Még a háború folyamában adta ki a solferinói csatáról szóló Beitrag zur Schlacht bei Solferino című röpiratát (mint kéziratot) Zürichben. A villafrancai fegyverszünet után altábornagyi rangban megbízták a főhadiszállás belső ügyeinek vezetésével. 
1866-ban a porosz–osztrák háború küszöbén a VI. hadtest parancsnoka lett és e tisztségében június 27-én Nachod mellett a porosz trónörökös visszaverte, Skalitz és Königgrätz mellett pedig a hátvédet vezényelte. Ezentúl táborszernagyi rangban és mint az urak házának életfogytiglan kinevezett tagja Bécsben lakott.